# Glycymeris bimaculata
Glycymeris bimaculata is een tweekleppigensoort uit de familie van de Glycymerididae. De wetenschappelijke naam van de soort is voor het eerst geldig gepubliceerd in 1795 door Poli.